# Moreira Sales
Moreira Sales là một đô thị thuộc bang Paraná, Brasil. Đô thị này có diện tích 353,892 km², dân số năm 2007 là 13263 người, mật độ 30,3 người/km².